# 忠孝滩
忠孝滩位于南沙群岛东部，礼乐滩与勇士滩之间，棕滩以北。1935年中华民国水陆地图审查委员会公布的名称为“庙滩”，1947年中华民国内政部方域司公布的名称和1983年中国地名委员会公布的标准名称均为“忠孝滩”。西方文献一般称为“Templier Bank”或“Templer Bank”。